# Octopus verrucosus
Octopus verrucosus (лат.) — вид головоногих моллюсков из отряда осьминогов.
Длина тела со щупальцами до 8 см. Обитает на юго-востоке Атлантического океана. Бентосное животное, встречается в субтропических водах. Для оценки охранного статуса вида недостаточно данных, он безвреден для человека и не является объектом промысла.